# الحمودية (الزلفي)
الحمودية، هي قرية من فئة (ب) تقع في محافظة الزلفي، والتابعة لمنطقة الرياض في السعودية. وتبعد الحمودية (الزلفي) عن محافظة الزلفي بمسافة تقارب () كم.